# Acronicta perisi
Acronicta perisi là một loài bướm đêm trong họ Noctuidae.